# Titanix
Titanix är ett dansband, bildat 1979 i Valdemarsvik, Sverige. Bandet gick 1997 och 2001 till final i svenska dansbandsmästerskapen, och slutade tvåa i Dansbandskampen 2009.

## Historia
Året var 1979, då skolkamraterna; Stefan Rolf, Conny Pettersson, Christer Hultgren och Magnus Jonsson i Valdemarsvik bestämde sig för att bilda ett dansband. Den första tiden hette man CMCS, efter initialerna från medlemmarnas förnamn, men detta ändrades snart till Titanix.
1981 kom det första medlemsbytet, då Magnus slutade och Stefans lillebror Jerry Rolf tog vid. 1983 började Eddy Nilsson i bandet.
1989, då Titanix blev ett heltidsdansband, slutade Conny och Christer, vilka ersattes med Eddys lillebror Jimmy Nilsson och Magnus "Bubben" Löfving.
1990 blev Tina Rolfarth bandets första kvinnliga sångare, och 1991 tog Maria Forsell (numera Rolf) över sångmikrofonen.
1997, då man tog sig till final i svenska dansbandsmästerskapen, slutade Eddy.
2001 gick bandet in på Svensktoppen med melodin "1, 2, 3 gånger om", där den låg i 4 veckor. 2001 nådde man åter final i svenska dansbandsmästerskapen, där man slutade på tredje plats. Bandet tilldelades även Valdemarsviks kommuns kulturpris.
2002 låg man åter igen på Svensktoppen, denna gång med melodin "Här hos mig".
2005 nominerades Jerry till Guldklaven som "årets Keyboardist". 2006 blev Maria och Magnus nominerade till Guldklaven som "Årets sångerska" och "Årets trummis".
2007 blev Stefan nominerad till Guldklaven som "årets gitarrist", och tilldelades priset.
2008 slutade Jimmy och Henry Kieksi tog över basen.
2009 deltog bandet i Dansbandskampen 2009, där man hamnade på andra plats. I programmet nämndes bland annat att bandnamnet togs efter en ishockeyklubba, inte båten Titanic som sjönk 1912.
2013 fick Titanix Guldklaven Årets album för "Genom natten".

## Medlemmar
- Maria Rolf (sång) 1991-
- Stefan Rolf (gitarr, sång)1979-
- Jerry Rolf (keyboard, sång)1981-
- Jonas Holmqvist  (Trummor) 2023-

### Tidigare medlemmar
- Magnus Jonsson 1979-1981
- Jonathan Nöjd (trummor, sång)2021-2023
- Conny Pettersson 1979-1989
- Christer Hultgren 1979-1989
- Helena Svensson 1980-1982
- Eddy Slättenhäll 1984-1997
- Paul Nilsson 1989-1989
- Tina Rolfarth 1989-1991
- Jimmy Slättenhäll 1989-2008
- Henry kieksi 2008-2020
- Magnus Löfving 1989-2021

## Diskografi

### Album
- Livs levande - 1996
- Hela världen - 2006
- Drömmar får liv - 2010
- Mitt i ett andetag - 2011
- Genom natten - 2012
- Om då var nu - 2014
- Ögonblick av allt - 2018

### Singlar
- Av allt det vackra jag sett 1995
- Längtan 1997
- Allt för mig 1999
- 1.2.3 gånger om' 2001
- Här hos mig 2002
- Flickor är flickor, pojkar är pojkar 2004
- Finally Free 2006
- Ingen som du 2008
- Try to Catch Me 2009
- Allt jag vill ha 2010
- Det är du 2017
- Häng med på party 2010
- Snöfall 2018
- Thorlefs saxofoner 2019
- Låt inte din skugga falla här 2020
- Vad du ser är vad du får 2020

### Kassetter
- Vol. 1 1988
- Live på Oléo i Växjö 1991
- Live i studio 92 1992

## Melodier på Svensktoppen
- 1.2.3 gånger om - 2001[2]
- Här hos mig - 2002[3]

## Missade Svensktoppen
Längtan -1998

### Fotnoter
1. ↑  Guldklaven 2013 dansbandsveckan.se
2. ↑  Svensktoppen 19 maj 2001
3. ↑  Svensktoppen 1 juni 2002